# Janet Hering

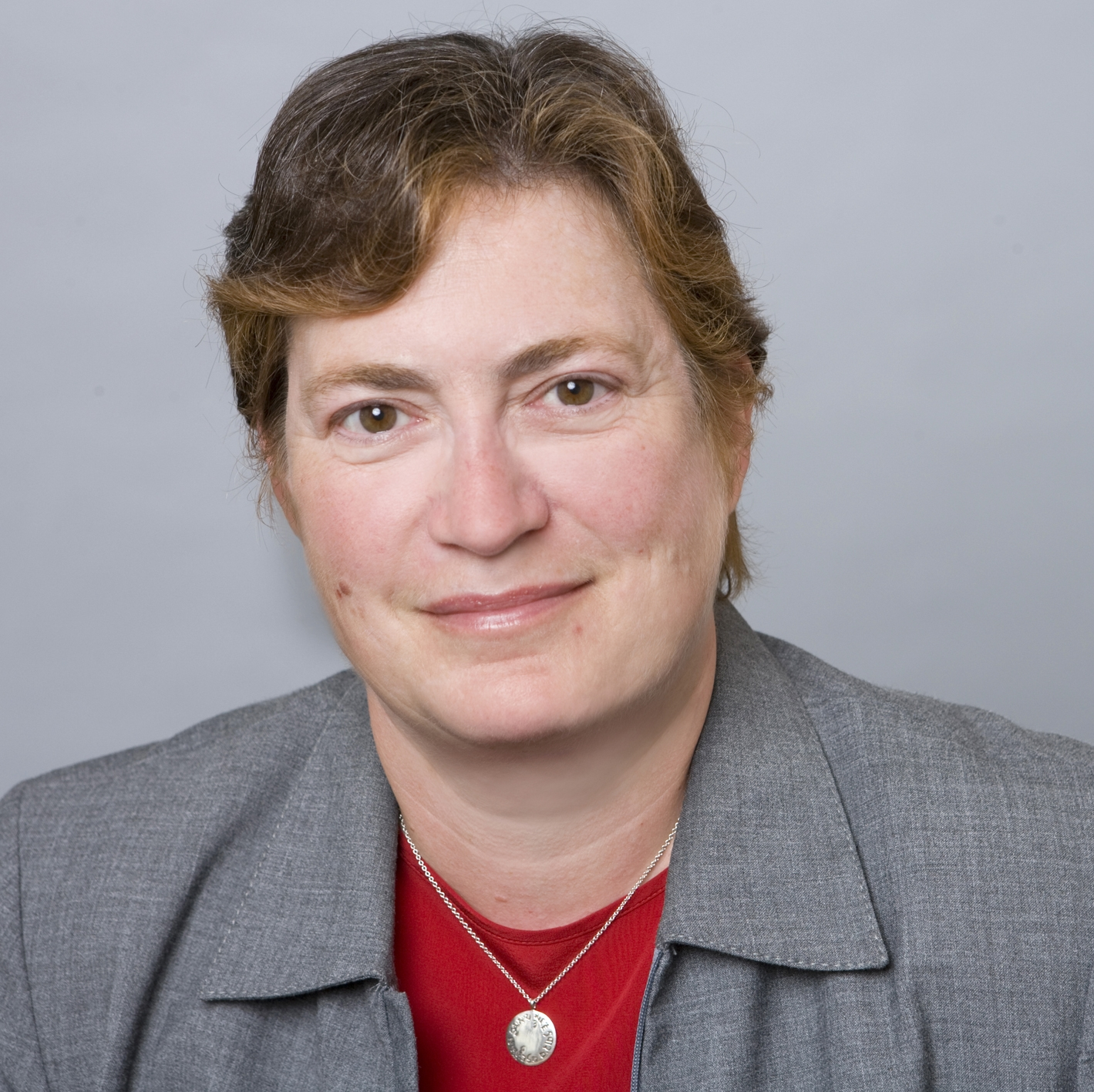
Janet Hering (2020)

Janet Hering (* 1958) ist eine amerikanische Chemikerin und Umweltwissenschaftlerin. Sie war ordentliche Professorin an der ETH Zürich, an der EPFL und Direktorin der Eawag. Hering lebt in der Schweiz.

## Leben und Werdegang
Hering wuchs in New York auf. Sie studierte Chemie an der Cornell University und erwarb 1981 einen Masterabschluss in Harvard. 1988 schloss sie am MIT mit einem Ph.D. in Ozeanografie ab. Von 1988 bis 1991 war sie Postdoc an der Eawag. Die Postdoc-Stelle offerierte ihr Werner Stumm bei einem Besuch am MIT. 1991 wurde sie Assistant Professor und 1995 Associate Professor an der University of California, Los Angeles. Ab 1997 war sie am California Institute of Technology (Caltech) tätig, während sie bis 1999 Adjunct Professor an der University of California, Los Angeles, blieb. 2002 wurde sie Professorin am Caltech. Ab Januar 2007 war Hering ordentliche Professorin für Umweltbiogeochemie an der ETH Zürich. Gleichzeitig trat sie das Amt als Direktorin der Eawag an. Ab 2010 war sie zudem ordentliche Professorin für Umweltchemie an der EPFL.
Sie hat sich für die Förderung der Diversität in der Wissenschaft eingesetzt, insbesondere unterstützte sie Frauen in akademischen Führungspositionen. Im Jahr 2015 wurde sie von der IUPAC mit dem Distinguished Women in Chemistry or Chemical Engineering Award ausgezeichnet. Hering war die Gründungsvizepräsidentin des ETH Women Professors Forum, das sie von 2012 bis 2016 als Vizepräsidentin und von 2016 bis 2020 als Präsidentin leitete.
Ende 2022 trat Hering als Direktorin der Eawag und ordentliche Professorin an der EPFL und der ETH Zürich in den Ruhestand.

## Forschung
Hering forschte zu Techniken, mit Hilfe derer verschmutztes Wasser trinkbar gemacht werden kann, sowie zum biogeochemischen Verhalten von Spurenmetallen. Sie erforschte unter anderem, wie sich anorganische Schadstoffe durch Umweltsysteme bewegen.

## Auszeichnungen und Mitgliedschaften
Seit 2015 ist Hering Mitglied der U. S. National Academy of Engineering. 2018 wurde sie für ihre Leistungen in der Wasserforschung mit dem Clarke-Preis des National Water Research Institute (NWRI) ausgezeichnet. 2021 erhielt sie den Fellow Award der Internationalen Vereinigung für Geochemie und wurde in die Academia Europaea gewählt. 2022 wurde sie Ehrenmitglied des Verbands Schweizer Abwasser- und Gewässerschutzfachleute (VSA). Dabei wurden ihre Verdienste um den Austausch und den Wissenstransfer zwischen Forschung und Praktikern gelobt.